# Ara-Shetan-Maar
Das Ara-Shetan-Maar liegt am südlichen Ende des Butajiri-Silti-Vulkanfelds im Norden der Region der südlichen Nationen, Nationalitäten und Völker in Äthiopien. Das Maar ist kreisrund bei einem Durchmesser von 500 m und befindet sich in 2040 m Höhe.

## Namensgebung
Sein Name bedeutet wörtlich „See des Satan“. Der Legende nach entstand er durch einen bösen Zauberer, der dort jahrelang gegen die lokalen Bauern kämpfte. Als er schließlich an der Stelle des heutigen Sees tödlich verwundet wurde, rammte er mit letzter Kraft seinen Speer in den Boden und sprach dabei den Fluch aus: „Dies soll des Teufels Heim sein“, woraufhin die Erde unter ihm zusammenbrach, ihn verschlang und sich das Loch mit Wasser füllte.